# Heribert Calleen
Heribert Jakob Calleen (bürgerlich auch Herbert Calleen, * 6. März 1924 in Köln; † 24. November 2017 ebenda) war ein deutscher Bildhauer und Medailleur. Sein Œuvre umfasst Medaillen und Plaketten, Plastiken und Skulpturen, Brunnen, Denkmäler, Mahnmale, Grabmäler sowie Kunstwerke für den sakralen Raum.

## Leben und Werk
Toni Stockheim führte ihn 1946 in die Bildhauerei ein. 1947 folgte eine Ausbildung zum Steinmetz in der Kölner Dombauhütte. Zugleich nahm er an den Kölner Werkschulen das Studium der Bildhauerei auf, zuerst bei Wolfgang Wallner und ab 1948 bei Ludwig Gies. 1952 war er Meisterschüler von Gies, der vor allem als Medaillenschneider bekannt ist. 1954 eröffnete Heribert Calleen ein eigenes Atelier in Köln und übernahm zugleich das Amt eines Grabmalberaters bei der Friedhofsverwaltung der Stadt Köln, das er bis 1987 innehatte.
Medaillen und Plaketten schnitt er in der Technik des versenkten Reliefs, bei dem Darstellung und Bildträger auf einer Ebene liegen. Damit bekannte er sich zur Schule von Ludwig Gies, der diese Technik zu hoher Blüte hat reifen lassen.
Heribert Calleen verlieh seinen figürlichen Darstellungen Ruhe ausstrahlende Würde und menschliche Wärme. Seine Figuren agieren immer aus einer inneren Ruhe heraus. Er verzichtete auf jeglichen expressiven Ausdruck und auch Drastik.
Naturformen reduzierte er bis auf das für die Mitteilung unbedingt notwendige Minimum. Immer dort, wo Schriftbild und Darstellung zusammenkommen, legte Heribert Calleen Wert auf Ausgewogenheit. Seine Schrift ist geprägt von einem sicheren Gespür für Ordnung und von souveränem Umgang mit den Schriftzeichen – von seiner hohen Kunst der Schriftbeherrschung zeugen zahlreiche Grabstelen. Dazu gehört u. a. der Grabstein für den Glasmaler Georg Meistermann und Familie, den Heribert Calleen gemeinsam mit seinem Schwiegervater Georg Meistermann geschaffen hat.

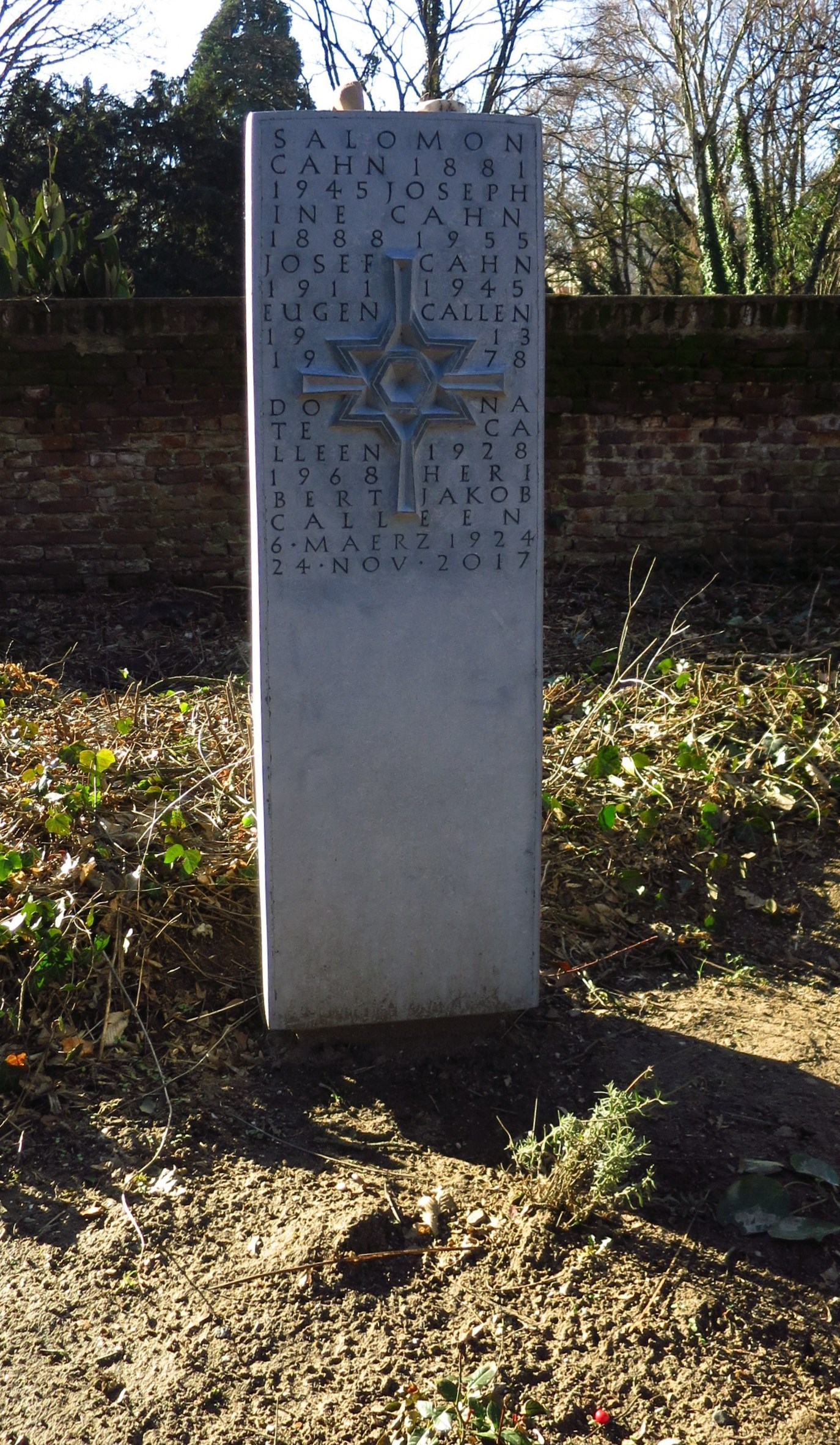
Grab auf dem Melaten-Friedhof

Heribert Calleen ist auch auf „Endstation Ubierring“, dem 46,5 m langen, 1992 entstandenen Porträtzyklus des Malers Hans Rolf Maria Koller zu sehen. Heribert Calleen wurde unter anderen zusammen mit Max Adenauer, L. Fritz Gruber, Wolfgang Niedecken, Heribert C. Ottersbach, Trude Herr und Stefan Wewerka porträtiert; hinter ihm liegt die in Arbeit befindliche Rathausturm-Figur der Kölner Stadtgründerin Agrippina d. J. Kollers Zyklus wurde vom 12. Dezember 2015 bis 24. April 2016 im Kölnischen Stadtmuseum gezeigt.
Zum 25. Todestag von Georg Meistermann am 12. Juni 2015 stiftete Herbert Calleen den „Alternativen Georg-Meistermann-Preis“, den er in Form des Original-Künstlerexemplars seiner Georg-Meistermann-Plakette an den Kölner Künstler und Kunsthistoriker Norbert Küpper überreichte. Er würdigte Küpper  damit „für seine Aufklärungsarbeiten über den völkischen Künstler Hanns Scherl und dessen ‚biografische NS-Verleugnungen‘ in der Stadt Wittlich“.
Heribert Calleen verstarb im November 2017 im Alter von 93 Jahren und wurde am 9. Dezember 2017 auf dem Kölner Zentralfriedhof Melaten (Lit. C Nr. 491) beigesetzt. Er hat zwei Kinder.

## Werke (Auswahl)

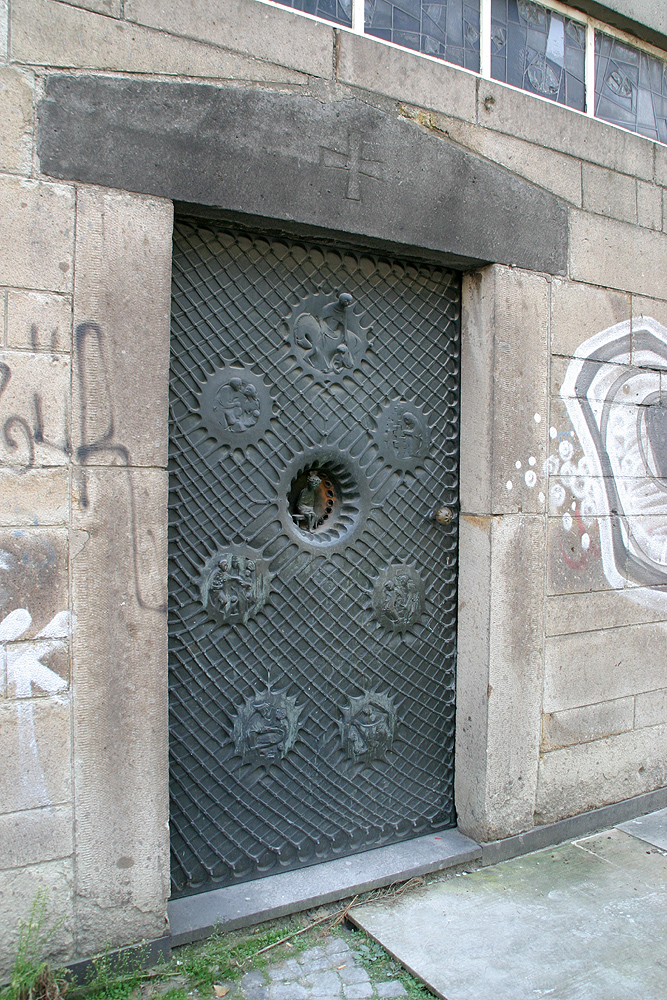
Portal von Klein St. Martin (2006)

- 1951 Köln: Preisträger-Medaille, Musikhochschule, Ausführung in Silber und in Bronze

- 1952 Berlin (Der Bundespräsident): Zelter-Plakette für Chormusik und Volksgesang der Bundesrepublik Deutschland, Bronze – Vorderseite: Porträt Carl Friedrich Zelter, Rückseite: Inschrift „Für Verdienste um Chor, Gesang und Volkslied“
- 1953 Medaille zur 75-Jahr-Feier der Kölner Werkschulen, Bronze – Vorderseite: Brustbild eines Künstlers, der einen Lorbeerzweig zeichnet, Rückseite: Stadtwappen Köln, Inscriptio als Leinwand auf Staffelei
- 1954 Köln: Klein St. Martin, Tabernakel, Bronze, vergoldet/Portal, Bronze, Bergkristalle
- 1955 Köln: St. Maria im Kapitol, Hermann-Josef-Reliquiar, Stahl, versilbert
- 1956 Köln: Friedhof Melaten, Grabmal Dr. Annmarie Kluxen-Pohlmeier, Muschelkalk[7]
- 1957 Köln-Deutz: Rheinpark, Brunnenschalen, Farbgestaltung
- 1958 Neunkirchen-Seelscheid: Antoniuskolleg, Internatskapelle: Portal, Eiche; Internatsgebäude: Windfahne
- 1959 Köln-Neustadt Nord: Wörthstraße 20, Fünf Musikanten, Keramik
- 1959 Essen: Pax-Christi-Kirche, Die unbekannten Heiligen, Bronze
- 1961 Köln: Friedhof Melaten, Trauerhalle, Kreuz, Palisander, Bergkristall
- 1961 Nievenheim: Pflegeheim, Außenwandgestaltung, Sieben Werke der Barmherzigkeit, Keramik
- 1962 Düsseldorf: Südfriedhof, Grabmal Erwin Thonet, Muschelkalk
- 1962 Köln-Buchforst: St. Petrus Canisius, Turmbekrönung, Kupfer/Taufbecken, Belgischer Granit, dazu Fußbodeninkrustation, Marmor, 1964
- 1962 Neunkirchen-Seelscheid: Antoniuskolleg, Schwesternkapelle, Groß-Kruzifix, Eiche, farbig getönt/Tischaltar, Eiche/Tabernakel, Stahl, Bronze, vergoldet
- 1963 Köln-Ostheim: Zu den Heiligen Engeln, Inkrustation des Vorplatzbelages
- 1963 Köln: Klein St. Martin, Kapelle, Portal, Thema: „Sieben Werke der Barmherzigkeit“ mit „Ecce Homo“, Bronze, Bergkristall
- 1964 Köln: Börsenplatz, Börsenbrunnen, (im Volksmund „Schaschlikbrunnen“), Bronze, Stein, Keramik
- 1968 Köln: Rudolfplatz, Würfelbrunnen, Belgischer Granit[8]
- 1968 Köln-Vogelsang: Westfriedhof, Feld der Opfer der NS-Gewaltherrschaft, Jünglinge im Feuerofen, Bronze
- 1969 Köln: Friedhof Melaten, Grabmal für Eva und Rudi Merz, Entwurf (Ausführung Franzen)
- 1969 Euskirchen: Marktbrunnen, Basaltlava
- 1974 Köln-Braunsfeld: St. Joseph, Tabernakelstele und Ambo, Anröchter Dolomit/Atrium, Kreuzstele, Anröchter Dolmit, 1975/Hängekreuz, Bronze/Elfenbein, 1978/Osterleuchter, Bronze
- 1974/75 Ernst-Schröder-Medaille der Verbände Garten-, Landschafts- und Sportplatzbau Rheinland e. V. und Westfalen-Lippe e. V.
- 1975 Köln: Friedhof Melaten, Grabmal der Kölner Jesuiten-Niederlassung, Anröchter Dolomit
- 1975 Köln-Lindenthal: Licht-Wasser-Brunnen, Bronze, Privatbesitz
- 1975 Hannover: Wandbrunnen, Bronze, Privatbesitz
- 1976 Werne: Spindelbrunnen, Bronze, Privatbesitz
- 1977 Köln: Friedhof Melaten, Grabmal der Schwestern der Congregation Divini Cordis Jesu
- 1977 Köln: Kölner Kirchen Plaketten, hrsg. von Joachim Bohn, St. Maria im Kapitol, Bronze
- 1977 Köln: Friedhof Melaten, Grabmal Beckmann, Darstellung: Sämann
- 1978 Köln: Börsenkellerbrunnen, Basaltlava/Spindel, Bronze, 1981
- 1979 Köln: Friedhof Melaten, Gedenkstein „Adolf Clarenbach-Peter Fliesteden“, Belgischer Granit
- 1984 Bensberg: Brunnen der Innungskrankenkasse, Kupfer
- 1989 Köln: Rathausturm, Nordseite, EG, Nr. 3, Agrippina d. J., Tuff
- 1989 Köln: Friedhof Melaten, Grabmal des Glasmalers Georg Meistermann und Familie
- 1990er Jahre Refrath (bei Köln): Tabernakel für St. Johann Baptist im Ortsteil Siebenmorgen

- 1992 Köln: Rathausturm, Ostseite, 2. OG, Nr. 76: Gustav von Mevissen, Tuff, Savonnières 2008/Ostseite, 2. OG., Nr. 75, Moses Hess, Tuff, Savonier 2008
- 1992 Köln: Rathausturm, neun Konsolen mit den Darstellungen der neun Musen: Melpomene, Polyhymnia, Euterpe, Kalliope, Terpsichore, Klio, Thalia, Erato und Urania, Tuff
- 1995 Köln: Rathausturm, vier Porträtkonsolen (Hiltrud Kier, Ulrich Krings, Norbert Burger, Bernd Ernsting), Trachyt
- 1999 Ambo in für St. Johann Baptist in Referath-Siebenmorgen
- 2005/06 Kreuz (Crux triumphalis)  in für St. Johann Baptist in Referath-Siebenmorgen[9]
- 2007 Köln: Plakette mit Porträt von Georg Meistermann, Bronze
- 2009 Köln: Hohe Domkirche, Mittelschiff, Pfeiler Nr. C 4, Gedenktafel „Weltjugendtag“ 2009, Bronze
- 2010 Köln: Medaille „Preis des Beirates der Kölner Forschungsstelle für Medienrecht“, Bronze[10]

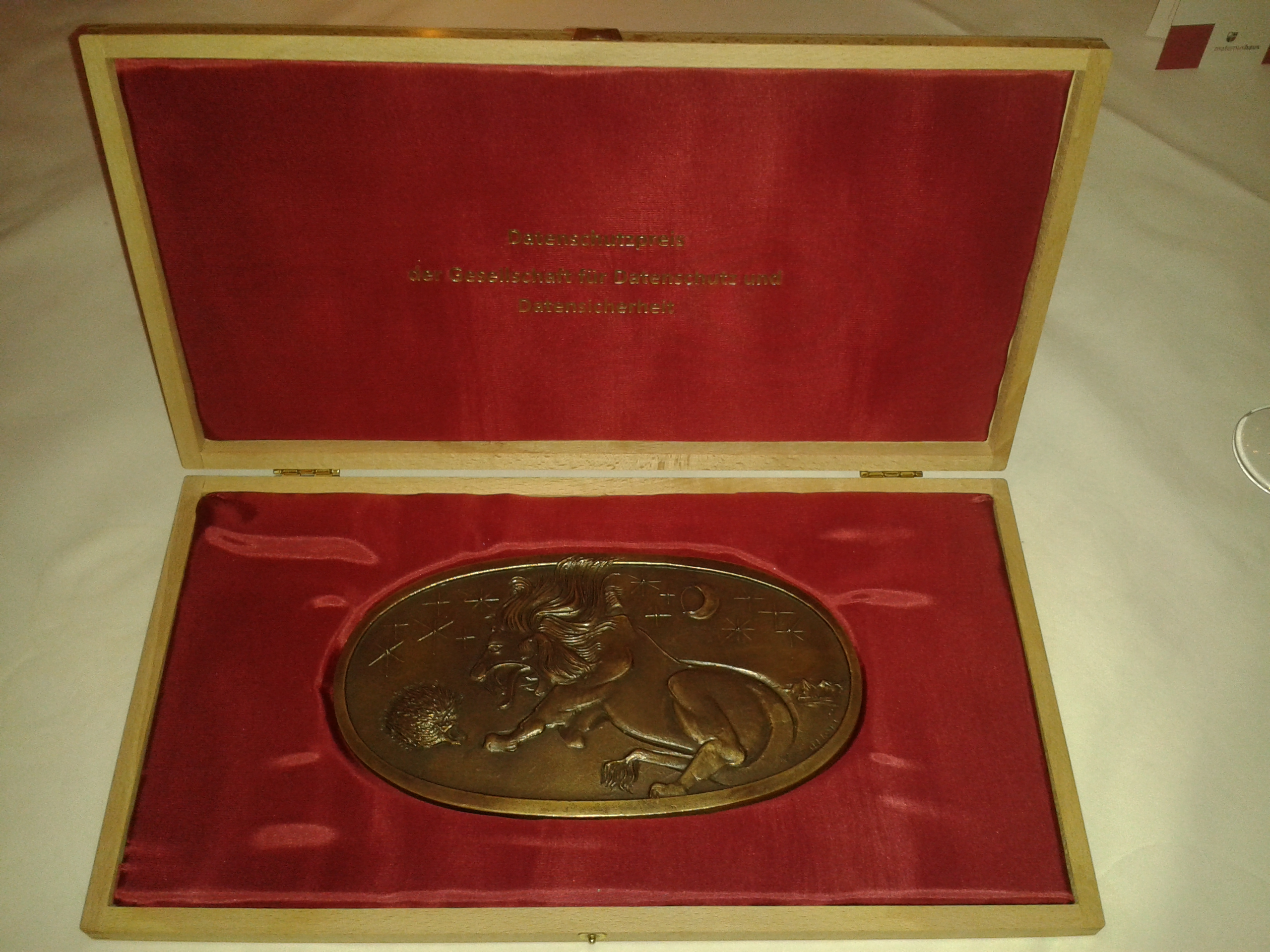
Die Medaille der Gesellschaft für Datenschutz und Datensicherheit wird seit 2013 jährlich verliehen.

- 2013 Köln: Medaille für den Datenschutzpreis der Gesellschaft für Datenschutz und Datensicherheit – erstmals überreicht am 14. November 2013 an den Bundesbeauftragten für den Datenschutz und die Informationsfreiheit Peter Schaar.[11]
- 2013/14 Köln: Gedenktafel für das Bodendenkmal an der FH Köln – Stätte der Bücherverbrennung 1933[12]
- 2014 Köln: Medaille für den Datenschutzpreis der Gesellschaft für Datenschutz und Datensicherheit – überreicht am 20. November 2014 an das Mitglied des Europäischen Parlaments Jan Philipp Albrecht, für „seine besonderen Verdienste zur Fortentwicklung des Datenschutzes auf europäischer Ebene“[13]
- 2015 Köln: Medaille für den Datenschutzpreis der Gesellschaft für Datenschutz und Datensicherheit – überreicht am 21. November 2015 an Sabine Leutheusser-Schnarrenberger, für ihr „ehrenhaftes und couragiertes Engagement“ gegen „großen Lauschangriff, Vorratsdatenspeicherung, Internetsperren und überbordende Kommunikationsüberwachung durch Geheimdienste“[14]
- 2016 Köln: Medaille für den Datenschutzpreis der Gesellschaft für Datenschutz und Datensicherheit – am 18. November 2016 an Viviane Reding, für ihr „Engagement um die Schaffung der Europäischen Datenschutz-Grundverordnung“ überreicht von Sabine Leutheusser-Schnarrenberger [11]

## Ausstellungen (Beteiligung)
- 1962 Art sacré contemporain dans l’Archidiocèse de Cologne, 1945–1962, Paris
- 1964 Ars Sacra. Kirchliche Kunst im Erzbistum Köln 1945–1964, Köln
- 1975 Ars Sacra ’75. Kirchliche Kunst der Gegenwart, Köln

## Schriften
- Friedhof. In: Werk und Zeit. 2/1961, S. 3–4.
- Christliches Grabmal durch Wort, Symbol und Zeichen. In: Das christliche Grabmal. Köln 1970, S. 29–46.
- Friedhof – Stätte des Friedens. In: Das Münster. 9–10, 1962, S. 342–350.